# Home (Kobi Marimi)
Home è il singolo di debutto del cantante israeliano Kobi Marimi, pubblicato il 12 marzo 2019. È stato scritto e composto da Inbar Wizman e Ohad Shragai e prodotto da Amos Ben David.
In seguito alla sua vittoria al talent show HaKokhav HaBa, Kobi Marimi è divenuto di diritto il rappresentante israeliano all'Eurovision Song Contest 2019. Home è stato scelto da una giuria interna dell'ente radiotelevisivo nazionale KAN come suo pezzo per Tel Aviv.
Dato che Israele è il paese organizzatore dell'edizione, il brano ha avuto accesso direttamente alla serata finale del 18 maggio 2019. Qui si è classificato 23º su 26 partecipanti con 35 punti totalizzati, tutti provenienti dal televoto. La giuria non gli ha assegnato alcun punto.

## Tracce
Download digitale
1. Home – 2:58

Download digitale (remix)
1. Home (Remix) – 3:40